# Мозес Нагамуту
Мозес Вірасаммі Нагамуту (англ. Moses Veerasammy Nagamootoo, (тамільська: மோசசு வீரசாமி நாகமுத்து; нар. 30 листопада 1947) — прем'єр-міністр Гаяни 20 травня 2015 — 1 серпня 2020.
Виходець із родини тамільських іммігрантів. У 17-річному віці вступив до Народної прогресивної партії, на виборах 1992 року, що принесли їй перемогу, був обраний до Національної асамблеї і обійняв посади міністра інформації та місцевого самоврядування. Обіймав ці посади в кількох кабінетах по черзі, але в 2000 році у пішов у відставку, зберігши за собою депутатський мандат. В 2008 році невдало балотувався на посаду лідера НПП, а після провалу спроби висунутися в 2011 році кандидатом від НПП в президенти вийшов з неї і вступив в опозиційний Альянс за зміни. В 2015 році ця партія здобула перемогу на парламентських виборах, а її лідер Девід Грейнджер що обійняв посаду президента призначив Нагамуту прем'єр-міністром і першим віце-президентом країни.